# SpeedRunners
Ne doit pas être confondu avec Speedrun.
SpeedRunners est un jeu vidéo de plates-formes développé par DoubleDutch Games et édité par tinyBuild Games, sorti en 2016 sur Windows, Mac OS, Linux et Xbox One. Il est disponible en version dématérialisée sur Steam et le Playstation Network. Le jeu a également été adapté pour iOS sous le nom SpeedRunners: Online PVP.

## Système de jeu
Deux à quatre coureurs parcourant une boucle doivent se distancer suffisamment pour remporter une manche. Le premier coureur à remporter trois manches gagne la partie. Des éléments permettant de prendre l’avantage sont dispersés sur le parcours. Au bout d’un certain temps ou dès la perte du premier adversaire, l’écran se resserre, il devient alors plus difficile de ne pas se faire distancer. Les joueurs peuvent gagner des points d’expérience en fin de partie, qu’ils soient vainqueurs ou non.

### Commandes
- Courir à droite
- Courir à gauche
- Sauter ou double-sauter
- Glisser
- Utiliser le grappin
- Utiliser un élément ramassé
- Utiliser le boost accumulé

### Calcul des points
Le premier calcul de points d’expérience se fait en fonction des manches remportées :
- 55 points pour une Victoire Parfaite!, lorsque aucun autre coureur n’a remporté de manche au cours de la partie
- 45 points pour un Match gagné!, lorsqu’au moins un autre joueur a remporté au moins une manche sans gagner la partie
- 25 points pour 2 points obtenus, lorsque deux manches sont remportées sans gagner la partie
- 15 points pour 1 points obtenus (sic), lorsqu’une manche est remportée sans gagner la partie
- 5 points pour A joué un match, lorsqu’aucune manche n’est remportée au cours de la partie

Un second calcul vient augmenter le score total en fonction des attaques et esquives réussies, ainsi que des bonus liés à la rapidité et aux personnages dorés :
- 50 points pour A gagné avec un perso. doré
- 16 points pour Triple Boum!, lorsque trois adversaires sont touchés par une explosion
- 16 points pour Saut de Fou!
- 15 points pour A joué avec un perso. doré
- 8 points pour Toujours vivant!, lorsqu’une raillerie est effectuée jusqu’à son terme sans être éliminé
- 8 points pour Ésquivé! (sic), lorsque le coureur esquive un grappin doré grâce à une glissade (peut se réaliser au sol ou en l’air)
- 8 points pour Double Coup!, lorsqu’une boule de feu renverse deux adversaires
- 8 points pour Chute de Caisse, lorsqu’un adversaire est ralenti par une caisse lâchée, avant qu’elle ne touche le sol
- 4 points pour Je te tiens!, lorsqu’on accroche un adversaire avec le grappin doré
- 4 points pour Mange ma Caisse, lorsqu’un adversaire trébuche sur une caisse que le coureur du joueur dépose
- 4 points pour Tacle!, lorsque le joueur fait glisser son coureur au niveau d’un autre (peut se réaliser au sol ou en l’air)
- 4 points pour Grand Saut!, lorsque le coureur ne touche pas le sol pendant plusieurs secondes (notamment à l’aide du grappin)
- 4 points pour Super Vitesse!, lorsque le coureur réussit à dépasser fortement la vitesse de pointe habituelle grâce à son utilisation du grappin et/ou aux accélérations sur les pentes

Hormis les points liés aux personnages dorés, il est possible de gonfler le score en multipliant les actions listées ci-dessus.

## Personnages
Les 24 personnages de base, leurs variantes appelées Skins, et leur version dorée appelée Ultimate (bien que ce nom est ironique, car ce sont des personnages handicapants, comme être gelé au début de la course ou une jauge de turbo plus réduite), se débloquent au fil du jeu en terminant des tableaux du mode histoire ou en atteignant les différents paliers qui ponctuent la frise des points d’expérience.
Sont disponibles :
- SpeedRunner (River Runner ; Shock Runner ; Winter Runner) et sa version Ultimate
- Unic (Golden Unic ; Darkside Unic ; Blunic) et sa version Ultimate
- Cosmonaut Comяade (Silver Starchild ; Cosmonight ; The Patriot Pal) et sa version Ultimate
- Hothead (Ghostface Runner ; Abominable Hotface ; Angry Hothead) et sa version Ultimate
- Moonraker (Champagne Star ; Ms. Milky Way ; Intergalactic Investigator) et sa version Ultimate
- The Falcon (The Quick Chick ; The Raven)
- Buckshot (White Stag ; Stag Knight)
- Maneki Neko (Unlucky Waving Cat ; Fortune Favours ; Ginger Stray)
- Gil (The Great White ; Banana Gil)
- SkullDuggery (Jack-O-Lantern ; StrawberryDuggery ; Guardian Grim)
- Salem (The Crimson Witch ; Goldilocks ; Banshee)
- Luc J’adore (Le Diablo ; Magnifique ; Bumble Bonsoir)
- Sherlock Bones (The Fuzz ; The Pink Pug ; Bloodhound)
- Jailbird (Jailbreak ; Candystripe Convict ; Nightwatch)
- Fort Knight (The Poisonous Paladin ; Bubble Knight ; The Fiery Fortress)
- Excel (Business Excel ; Casual Excel ; Formal Excel) qui change d’apparence le week-end et devient XL (dont les Skins n’ont pas de noms différents)
- Burger (Burger, no bun ; Zombie Burger)
- Doctor Smart (The Silent Simian ; Nurse Nice)
- Flamenco (Rodeo Blanco ; The Blue Bobo)
- Veloci-T-Rex (Dino Light ; Jurassic Dark ; Fossil Fool)
- The Scout (de Team Fortress 2) (Blue Scout)
- The Original Mr. Quick
- Beach-Body SpeedRunner (The Speedy Splash)
- Summertime Cosmo (Solar Flare ; Solar Eclipse)

Cependant, 12 personnages supplémentaires peuvent être débloqués par l’achat de DLC :
- Showtime
- Cannon Fyodor
- Diamond Diva
- Dashwell

Dont 2 paquets de caractères inspirés de Youtubers bénéficiant d’une certaine notoriété :
- Markiplier
- Jesse Cox (en)
- UberHaxorNova
- PeanutButterGamer
- PewDiePie
- Dodger
- The Strippin'
- Cinnamon Toast Ken

## Développement
SpeedRunners est sorti en accès anticipé le 26 août 2013. Au 29 juillet 2015, le jeu avait déjà rapporté 3,25 millions de dollars de revenus.